# Soul City / E.V.A.
Soul City / E.V.A. es un sencillo de Jean-Jacques Perrey, que recopila dos canciones del álbum Moog Indigo, de nombre «Soul City» y «E.V.A.».

## Lista de canciones
| Número | Título    | Duración |
| ------ | --------- | -------- |
| 1      | Soul City | 2:03     |
| 2      | E.V.A.    | 3:10     |